# バハラーム3世
バハラーム3世（中期ペルシア語：𐭥𐭫𐭧𐭫𐭠𐭭、新ペルシア語：بهرام سوم）はサーサーン朝の第6代皇帝（シャーハンシャー）。バハラーム2世の息子で、その後を継ぎ皇帝となった。皇帝に即位する以前には、280年代にバハラーム2世が再征服したサカスターンの王を務め、「サカーン・シャー」を名乗っている。
293年に、バハラーム2世の死を受けて、バハラーム3世は皇帝に即位した。しかし、多くの貴族はバハラーム3世を国王としては軟弱すぎると考え、大叔父であるナルセに忠誠を誓った。わずか数ヶ月の統治の末に、バハラーム3世は、ナルセに王位を簒奪されていて、その後の消息は分かっていない。

## 名前
「Bahram（バハラーム）」はテオフォリックネームの一種で、新ペルシア語の表記である。アヴェスター語では、勝利の神ウルスラグナ（Vərəθraγna）を意味する。サーサーン朝時代に使われた中期ペルシア語では、Warahrān（ワラフラーン）またはWahrām（ワフラーン）と表記し、古代ペルシア語の「Vṛθragna」に由来する。
また、アルメニア語でVahagn/Vrāmと読み、ギリシア語ではBaranesとなる。さらに、グルジア語ではBaram、ラテン語ではVararanesとされる。

## 生涯

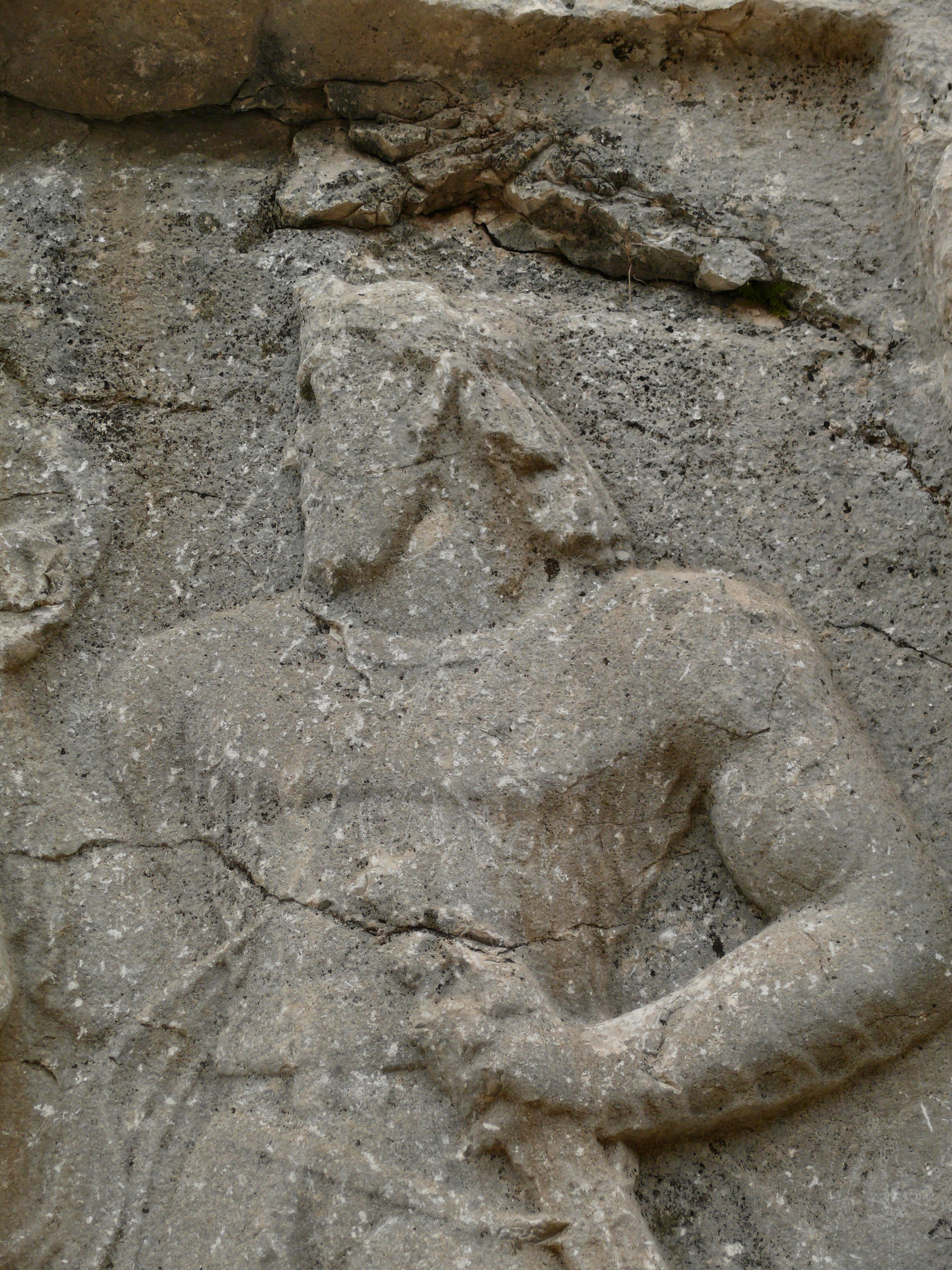
王子時代のバハラーム3世を描いたレリーフ

サーサーン朝では、皇帝が土地や民族を征服すると、その支配権を示す称号を王子に与えることが慣例となっていた。バハラーム3世も慣例通り、バハラーム2世がサカスターン地方（現在のシースターン）で起こったホルミズド反乱を鎮圧すると、「サカーン・シャー」の称号を得た。また、封土を王子に与えることもサーサーン朝初期の慣例となっており、帝国の東部辺境を防衛するための戦略的重要拠点サカスターンを与えられた。

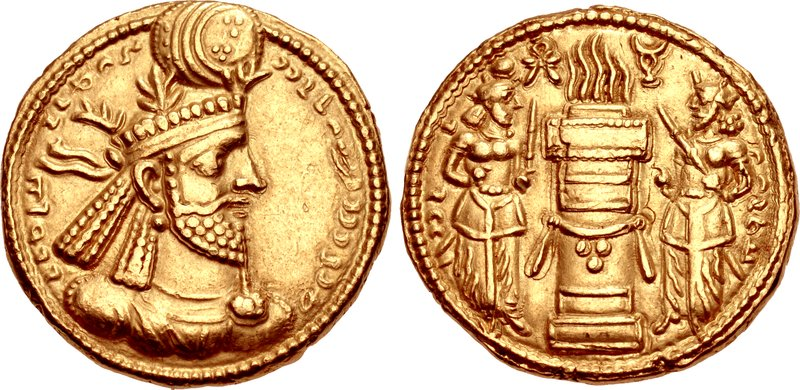
ナルセのディナール金貨

293年にバハラーム2世が死ぬと、タトルスの息子ワフナーン率いる貴族らとメシャン王ア
ードゥルファッローバイ（Adurfarrobay）の支援を受けて、パールスで王位を宣言した。パイクリ碑文によると、ワフナーンは私欲のために、バハラーム3世を擁立した。バハラーム3世を擁立した貴族を除いて多数の貴族は、ローマ帝国などの外敵の侵略に対処できないと考えた。そのため貴族たちはバハラーム3世の王位継承に異議を唱え、シャープール1世の息子、バハラーム3世にとっては大叔父にあたる「アルメニア大王」ナルセを支持するようになった。貴族たちはナルセに、サーサーン朝に繁栄をもたらす強いリーダーであることを期待した。
バハラームの治世が始まって数カ月後、ナルセは、貴族たちの要請がありメソポタミアに召喚された。パイクリで初めて貴族たちと会い、サーサーン朝の国王に任命された。ナルセはのちに、パイクリに塔を建てて出迎えた貴族たちの名前を刻んでいる。その碑文によれば、スーレーン家やカーレーン家、ヴァラーズ家というパルティア系有力貴族や、マズダー教の神官カルティール（キルデール）といった宗教勢力がナルセを支持している。アルメニア大王としての権限や、ゾロアスター教の保護者であり帝国の調和と繁栄を保証する者としての印象を持たせていたこと、バハラーム3世よりも初期の帝王と血統が近いことなどが、貴族らによる支持の要因とされる。
戦闘を避けるために、ナルセはバハラーム3世やワフナーンと和平を結ぶことを提案している。実際に、戦闘の記録が残っていないことから、和平を受け入れたとされている。すぐに和平を受け入れた背景には、バハラームの支持者の多くが脱走したからという可能性もある。ワフナーンはナルセが首都クテシフォンに入城した際に処刑されている。一方で、バハラーム3世の消息は不明である。ナルセはその後、貴族たちを召集して投票に参加させた。この儀式は、サーサーン朝の最初の王アルダシール1世の時代から取り入れられているもので、ナルセは自身が「簒奪者ではなく正当な統治者である」と貴族に承認を得ることで、自身の正統性の主張に利用した。多数決の結果、ナルセが「神々の助けを得て、祖先の名のもとに、父祖たちの王位に就く」ことが保証された。

## 遺物
バハラーム3世のものとされていた硬貨の多くは発見数が少なく、現在では、ナルセのものとみなされている。バハラーム3世の（ものとされる）硬貨の多くは、通常よりも表面の凹凸が滑らかで、王冠の模様が不明瞭である。硬貨のデザインとして、バハラーム3世は下にギザギザの溝のあり、両側には2本の大きな鹿の角（または模造品）が付いた金の王冠を被っている。サーサーン球（Sasani sphere）は、王冠の前面についた角のところにある。

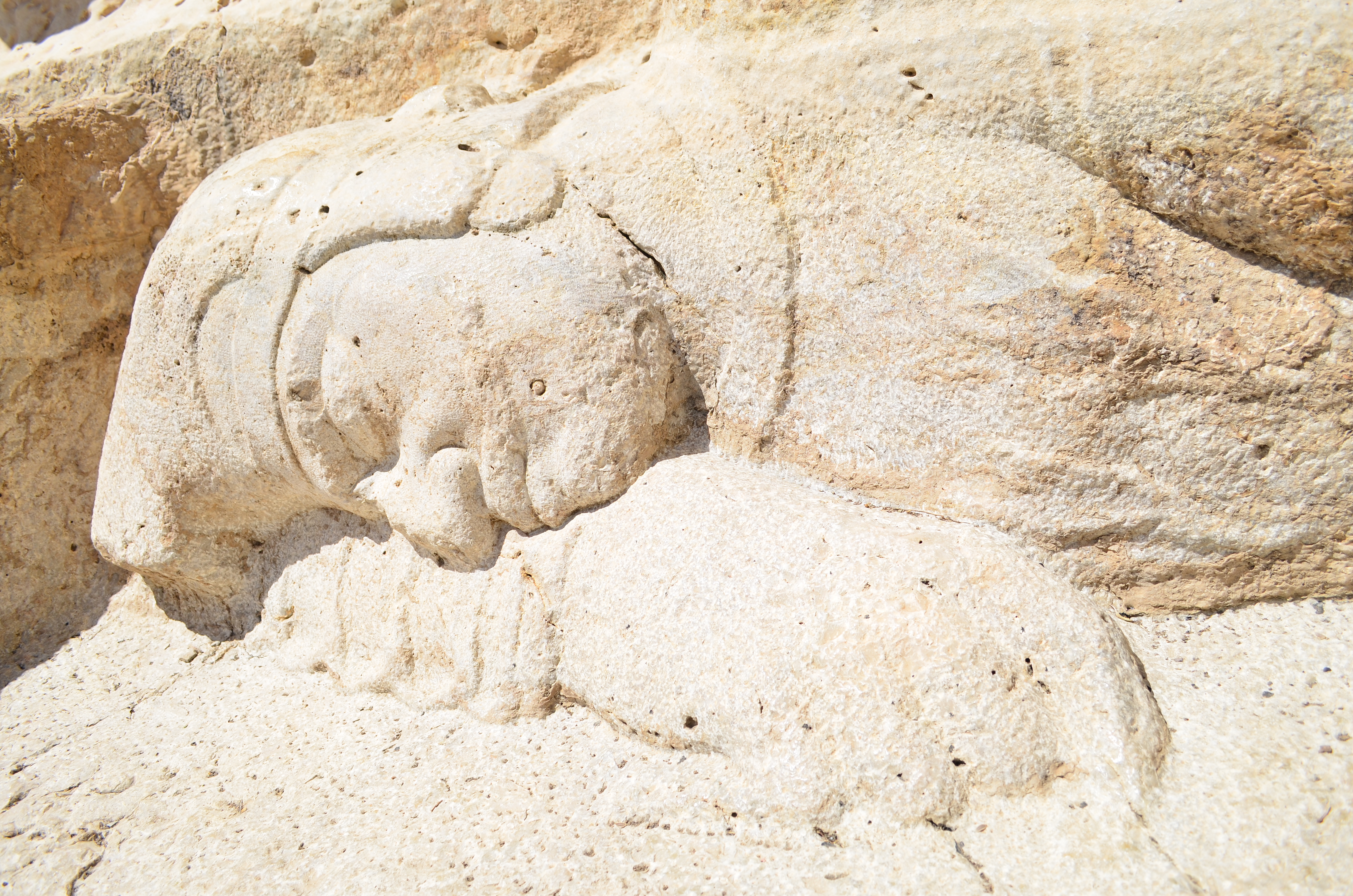
ワフナーン（またはバハラーム3世）を描いたレリーフ

バハラーム3世自身は特にレリーフを残していない。ビシャプール遺跡のレリーフには、馬に踏みつけられている人物が描かれている。このレリーフは、バハラーム3世の死、またはワフナーンの死を描いたものと考えられている。このビシャプールのレリーフはバハラーム1世の即位を描いたレリーフに対して、名前だけを書き変えワフナーンを追加したものであり、そこからはバハラーム1世以降の王を否定する意思が読み取れる。